# Kurt Lötzsch
Kurt Lötzsch (* 13. Januar 1911 in Berlin; † 24. Oktober 1961 ebenda) war ein deutscher Politiker (SPD).
Kurt Lötzsch besuchte eine Volksschule und machte eine Lehre als Maler. 1925 trat er der Sozialistischen Arbeiter-Jugend (SAJ) und zwei Jahre später auch der SPD bei. Er arbeitete als Maler und besuchte auch die Volkshochschule. Aus gesundheitlichen Gründen musste er seinen Beruf wechseln und machte eine Ausbildung als Buchhalter.
Nach dem Zweiten Weltkrieg wurde Lötzsch zunächst Angestellter im Bezirksamt Tiergarten, 1952 wurde er dort Beamter. Da Walter Jaroschowitz weiterhin Bezirksstadtrat war, rückte Lötzsch im Februar 1959 in das Abgeordnetenhaus von Berlin nach. Doch noch in dieser Legislaturperiode starb er, seine Nachrückerin wurde daraufhin Ida Grund.